# ذراع حامل رأس الغول

توزيع أذرعة مجرة درب التبانة

في علم الفلك، ذراع حامل رأس الغول  (بالإنجليزية: Perseus arm)‏ هو أحد الأذرعة الحلزونية لمجرتنا ، مجرة درب التبانة وهو الذراع القريب منا وخارجي بالنسبة إلى مركز المجرة وبالنسبة لذراع أوريون الذي تنتمي إلى نجومه الشمس. ويبعد ذراع حامل راس الغول عن ذراع الأورية ن نحو 5000 سنة ضوئية وهو بالتقريب موازيا له . وقد سمي هذا الذراع باسم أكبر كوكبة نجمية فيه وهي حامل رأس الغول ، وهو يبعد عن مركز المجرة بنحو 41000 سنة ضوئية .

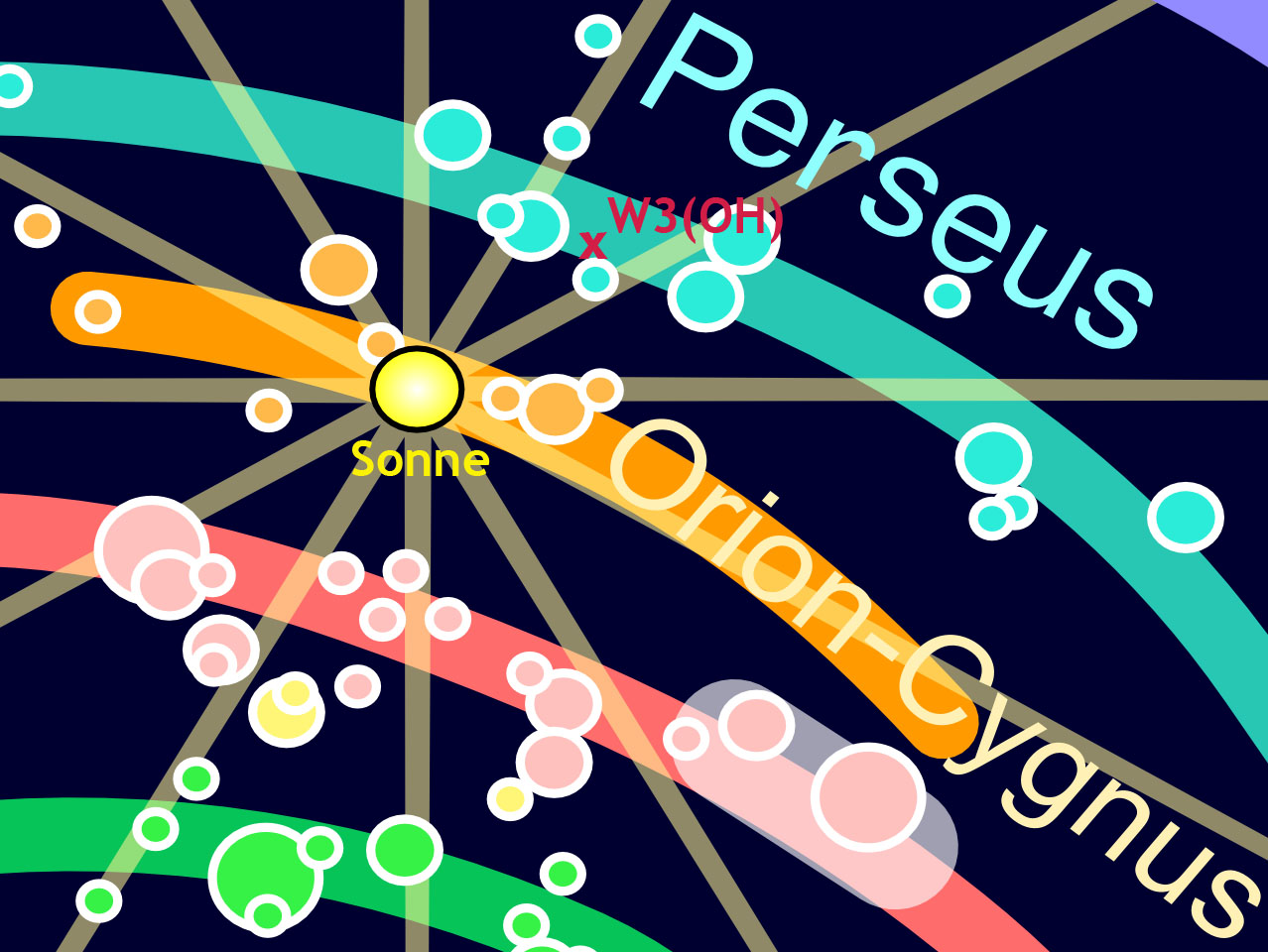
منطقة نشأة النجوم الجديدة (W3(OH (أحمر) بالنسبية للأرض و المجموعة الشمسية.

وفي عام 2005 نجح فريق من العلماء من مختلف الدول في تعيين المسافة بيننا وبين منطقة في المجرة تنشأ فيها نجوم جديدة بدقة كبيرة وهي منطقة تسمى ( W3(OH وتوجد في ذراع حامل رأس الغول. وقد استخدمت المجموعة لهذا الغرض مصفوف هوائيات القاعدة العظيم (VLBA) وقاموا بقياس المسافة بأنها 6357 ± 130 سنة ضوئية.
وترجع القياسات التي أجريت بواسطة المصفوف إلى قاعدة طولية مقدارها نحو 8000 كيلومتر وتمت القياسات لموجات راديوية تقدر ب 12 جيجا هرتز :

## مجموعة نجوم يحويها
يحوي ذراع حامل رأس الغول على العديد من أجرام فهرس مسييه منها :
- سديم السرطان
- مجموعة نجومية مفتوحة M36
- مجموعة نجومية مفتوحة M37
- مجموعة نجومية مفتوحة M38
- مجموعة نجومية مفتوحة M52
- مجموعة نجومية مفتوحة M103

## اقرأ أيضا
- ذراع الجبار
- ذراع رامي القوس
- ذراع قنطورس
- ذراع الدجاجة المجري
- علم الفلك للأشعة السينية
- كويكبات
- منطقة هيدروجين II
- سديم السرطان
- نجم
- مجرة
- قزم أبيض
- عملاق أحمر
- الانفجار العظيم
- خط زمني للانفجار العظيم
- نجم نيوتروني
- ثقب أسود

## وصلات خارجية
- موقع «الكون» في الإنترنت